# ボニー・バスラー
Bonnie Lynn Bassler（ボニー・リン・バスラー, 1962年- ）は、アメリカ合衆国の微生物学者。プリンストン大学教授。真正細菌のクオラムセンシングの分子メカニズムの解明で知られる。

## 来歴
イリノイ州シカゴ生まれ。カリフォルニア州ダンビルで育つ。当初は獣医師志望であったが、カリフォルニア大学デービス校で分子生物学を学び1984年に卒業、同年にファイ・ベータ・カッパに所属した。1990年にジョンズ・ホプキンズ大学から生化学のPh.D.取得。ジョン・アベルソンがラホヤに設立したAgouron Institute研究所でポスドクとなり、1994年にプリンストン大学助教授、2003年から教授。また学術雑誌「Annual Review of Genetics」の編集者も務める。

## 受賞歴
- 2009年 - ワイリー賞
- 2011年 - リチャード・ラウンズベリー賞
- 2012年 - ロレアル-ユネスコ女性科学賞
- 2015年 - ショウ賞
- 2016年
  - パール・マイスター・グリーンガード賞
  - マックス・プランク賞
- 2018年
  - ディクソン賞
  - エルンスト・シエーリング賞
- 2020年
  - グルーバー賞遺伝学部門
  - アメリカ遺伝学会メダル
- 2021年 - パウル・エールリヒ&ルートヴィヒ・ダルムシュテッター賞
- 2022年
  - ウルフ賞化学部門
  - クラリベイト引用栄誉賞
- 2023年
  - ガードナー国際賞
  - アストゥリアス皇太子賞学術・技術研究部門
  - オールバニ・メディカルセンター賞
- 2025年 - アメリカ国家科学賞

## 参照
- Bonnie L. Bassler Quorum Sensing: the process of cell-cell communication in bacteria
- JCI - Interspecies communication in bacteria
- The languages of bacteria